# Quartier Caucriauville
Caucriauville est un quartier du Havre, créé au début des années 1960, situé à l'est de la ville haute.
Le quartier est classé quartier prioritaire et est composé de grands ensembles, de commerces, d'établissements scolaires, de lieux culturels, d'espaces verts et de pavillons.

## Toponymie
Le toponyme « Caucriauville » est attesté au Moyen Âge sous les formes Cokeresvilla, Quoquerelvillam 1217, Cokerelvilla 1234. Ce nom est semblable à celui d'un hameau de la commune de Beaurepaire dénommé Caucréauville (Coqueréauville 1817), ainsi que les divers Coqueréaumont (Seine-Maritime, Saint-Georges-sur-Fontaine), Coquereaumont, etc. Nom en -ville au sens ancien de « domaine rural », précédé du nom de personne Coquerel encore fréquent en Normandie et en Picardie.
Le quartier est familièrement appelé « Caucri » par ses habitants.

## Historique

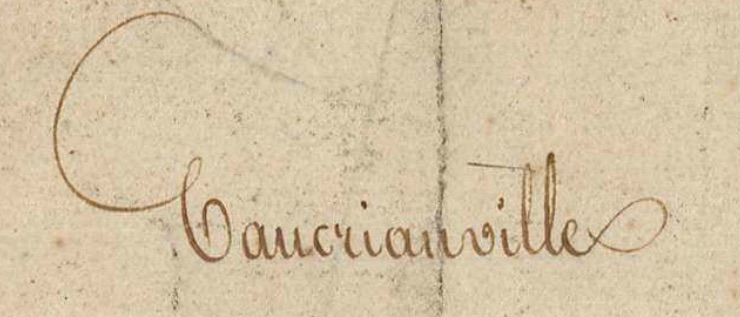
Le toponyme "Caucriauville" inscrit sur le cadastre napoléonien de la commune d'Harfleur (1826).

Jusqu'en 1971, date de son rattachement au Havre, le quartier de  Caucriauville faisait partie de la commune d'Harfleur.
Le quartier fait l'objet d'un projet de renouvellement urbain signé avec l'ANRU, qui a notamment financé en mai 2005 la destruction par implosion de la tour Komarov qui était la tour la plus haute du quartier (18 étages). La ville a engagé de grands travaux comme l'implantation d'une voie de bus ainsi que la rénovation de l'avenue du 8 mai 1945, la démolition de 2 immeubles rue Jules Vallès et la restructuration des façades des blocs et des tours.
Depuis le 12 décembre 2012, la ligne B du tramway du Havre permet aux Havrais d'accéder à ce quartier en remplacement des lignes de bus 8 et 10.

## Établissements
- IUT du Havre
- Résidence universitaire de Caucriauville
- Lycée Robert Schuman : cf. Lycée Robert-Schuman (homonymie)
- Lycée Auguste Perret
- Collège Jules Vallès
- Collège Eugène Varlin
- Groupe scolaire Jéhan de Grouchy
- Groupe scolaire Robespierre
- Groupe scolaire Edouard Vaillant
- Groupe scolaire Louise Michel
- Salle de spectacle l'Atrium
- Médiathèque de caucriauville

Cette partie de la ville, le plus grand quartier du Havre, compte 15 083 habitants (presque un dixième de la population totale du Havre), elle est à la limite de la commune d'Harfleur et est située aux bords des quartiers de Rouelles et d'Aplemont.

## Personnalités liées au quartier
- Olivier Davidas (1981-), footballeur
- Djibril Diawara (1975-), footballeur
- Souleymane Diawara (1978-), footballeur
- Vikash Dhorasoo (1973-), footballeur
- Julien Faubert (1983-), footballeur
- Édouard Mendy (1992-), footballeur
- Médine (1983-), rappeur
- Lys Mousset (1996-), footballeur
- Charles N'Zogbia (1986-), footballeur
- Mamadou Niang (1979-), footballeur
- Rachid Sakji (1971-), Écrivain